# Zou Shiming
Zou Shiming (chiń. upr. 邹市明; chiń. trad. 鄒市明; pinyin Zōu Shìmíng; ur. 18 maja 1981 w Zunyi) – chiński pięściarz kategorii papierowej, dwukrotny mistrz olimpijski, brązowy medalista olimpijski, wicemistrz świata z 2003 roku z Bangkoku, mistrz świata w boksie z 2005 roku z Mianyang, z 2007 z Chicago oraz z 2011 z Baku.
Brązowy medalista letnich igrzysk olimpijskich w Atenach oraz dwukrotny mistrz olimpijski letnich igrzysk olimpijskich z Pekinu i Londynu. W 2006 roku na igrzyskach azjatyckich zdobył złoty medal.

## Kariera zawodowa
7 marca 2015 w Cotai Arena w Makau w siódmej zawodowej walce o mistrzostwo świata w limicie 112 funtów, przegrał jednogłośnie na punkty z Amnatem Ruenroengem (15-0, 5 KO). Sędziowie  punktowali jednomyślnie 116:111 dla Taja,  broniącego po raz trzeci tytułu federacji IBF w wadze muszej.
11 czerwca 2016 w Madison Square Garden, wygrał na punkty 100:89, 100:89 i 100:89 z Węgrem Jozsefem Ajtai (15-3, 10 KO).

## Lista walk zawodowych
| Wynik      | Rekord | Przeciwnik                         | Rozstrzygnięcie | Runda      | Data              | Miejsce                   | Uwagi                                                 |
| ---------- | ------ | ---------------------------------- | --------------- | ---------- | ----------------- | ------------------------- | ----------------------------------------------------- |
| Porażka    | 6-1    | Amnat Ruenroeng (14-0-0)           | UD              | 12         | 7 marca 2015      | The Venetian Macao, Makau | Walka o mistrzostwo świata wagi muszej federacji IBF. |
| Zwycięstwo | 6-0    | Kwanpichit OnesongchaiGym (27-0-2) | UD              | 12         | 23 listopada 2014 | The Venetian Macao, Makau | Eliminator do tytułu mistrza świata federacji WBO     |
| Zwycięstwo | 5-0    | Luis De la Rosa (23-3-1)           | UD              | 10         | 19 lipca 2014     | The Venetian Macao, Makau | Zdobył wakujący tytuł WBO                             |
| Zwycięstwo | 4-0    | Yokthong Kokietgym (15-3-0)        | TKO             | 7 (8) 2:09 | 22 lutego 2014    | The Venetian Macao, Makau |                                                       |
| Zwycięstwo | 3-0    | Juan Tozcano (4-0-0)               | UD              | 6          | 24 listopada 2013 | The Venetian Macao, Makau |                                                       |
| Zwycięstwo | 2-0    | Jesus Ortega (3-1-0)               | UD              | 6          | 27 lipca 2013     | The Venetian Macao, Makau |                                                       |
| Zwycięstwo | 1-0    | Eleazar Valenzuela (2-1-2)         | UD              | 4          | 6 kwietnia 2013   | The Venetian Macao, Makau | Debiut zawodowy                                       |

TKO – techniczny nokaut, KO – nokaut, UD – jednogłośna decyzja, SD- niejednogłośna decyzja, MD – decyzja większości, PTS – walka zakończona na punkty, DQ – dyskwalifikacja